# Imipenem/cilastatin
Imipenem/cilastatin este un amestec de doi compuși cu acțiune antibiotică (o carbapenemă și o enzimă renală), fiind utilizat în tratamentul unor infecții bacteriene. Printre acestea se numără: pneumonie severă, septicemie, endocardită, artrită infecțioasă, infecții complicate intra-abdominale complicate, infecții complicate cutanate și infecții complicate ale pielii și ale țesuturilor moi. Calea de administrare disponibilă este cea intravenoasă. Căile de administrare disponibile sunt intravenoasă și intramusculară.
Se află pe lista medicamentelor esențiale ale Organizației Mondiale a Sănătății.